# Obstalden
Obstalden é uma comuna da Suíça, no Cantão Glaris, com cerca de 470 habitantes. Estende-se por uma área de 23,79 km², de densidade populacional de 20 hab/km². Confina com as seguintes comunas: Amden (SG), Ennenda, Filzbach, Mühlehorn, Quarten (SG), Sool.
A língua oficial nesta comuna é o Alemão.

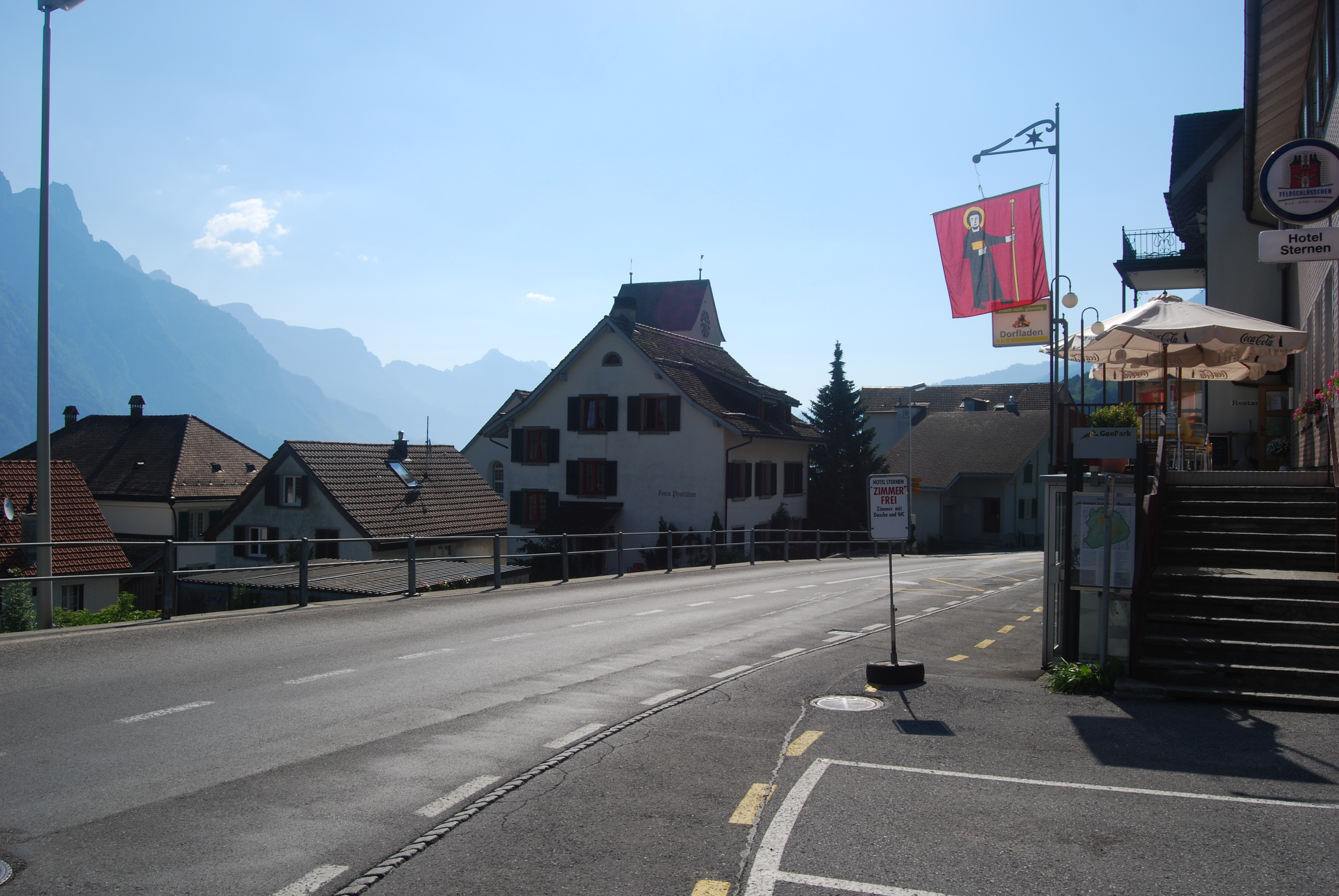
Obstalden.